# クキ民族軍
クキ民族軍（クキみんぞくぐん、英語: Kuki National Army、略称:KNA）はインド北東部およびミャンマー北西部で活動するクキ族の武装組織であり、政治組織クキ民族機構の軍事部門である。

## 歴史
クキ民族軍はクキ族が自治を行う州をインドとミャンマーに設立するという目標のもと、1988年に設立された。設立から13年まで、同団体はミャンマー軍と20回の戦闘を行った。
2010年ミャンマー選挙後、同団体はクキ族の諸団体からの圧力のためインドとミャンマーの軍事部分を分離した。ミャンマーで活動する後者は、KNA(B)と略される。
同団体は2005年8月にインドと活動停止協定を結び、2008年5月には同国中央政府及びマニプル州と停戦を結んだ。この停戦は、2023年に破棄されるまで続いた。

### ミャンマーでの近年の活動
2021年ミャンマークーデター後、同団体はミャンマー軍に対する戦闘を再開させた。同年4月10日には軍への攻撃で18人を殺害し、2023年10月にはカチン独立軍による攻撃に加わり、戦略的に重要なアウンジャ基地を占領した。同年12月には、国民防衛隊と共同でザガイン地方域タム郡区の基地を奪取した。

### インドでの近年の活動
マニプル州にてメイテイ族とクキ族など他の民族の緊張が高まる中、メイテイ族が支配する同州政府は2023年3月に停戦を終わらせることを決定した。同州政府は、KNAなどにアヘン生産などの疑いをかけている。

## 指導層
以下はミャンマーにおける軍事部門であるKNA(B)の指導層のリストである。KNO/KNA創設者のPS Haokipは政治部門であるクキ民族機構 の代表及び最高指揮官を務める。
- 代表: Pu Letlam
- 副代表: Pu Chuchung
- 事務総長: Pi Ngangai
- 事務次長: Pu Khupmang
- 防衛総長: Pu Paulneo
- 情報・広報総長: Pu Seigin
- 内務総長: Pu Michael Sasat
- 情報部門長: Pu Letkholun
- 外務・調整総長: Pu Boipu
- 人権法・分析部門長: Pi Lalam

## 活動地域
KNAはインドとミャンマーにそれぞれ別の軍事部門を持つ。ミャンマーでの戦力は200人超であり、KNO傘下の複数の軍事組織の戦力の合計（ほとんどはインドに存在）は2000人前後となる。
インド
- 北東インド
  - マニプル州

ミャンマー
- チン州
  - トンザン郡区
- ザガイン地方域
  - カムティ郡区
  - ホマリン郡区
  - レシ郡区
  - タム郡区
    - Myothit